# بورکاو
بورکاو (به آلمانی: Burkau) یک شهر در آلمان است که در باوتسن واقع شده‌است. بورکاو ۲٬۹۲۳ نفر جمعیت دارد.